# Alex Pritchard
Alex David Pritchard (Orsett, 3 mei 1993) is een Engels voetballer die bij voorkeur als offensieve middenvelder speelt. 

## Clubcarrière
Pritchard verruilde in juni 2009 de jeugd van West Ham United voor die van Tottenham Hotspur. Hier zat hij op 15 september 2011 voor het eerst op de bank bij het eerste elftal, tijdens een wedstrijd in de Europa League tegen PAOK Saloniki. Tottenham verhuurde Pritchard in januari 2013 voor twee maanden aan Peterborough United en tijdens het seizoen 2013/14 aan Swindon Town. Daarmee kwam hij uit in de Championship en de League One. Pritchard debuteerde op 11 mei 2014 voor Tottenham, in de laatste competitiewedstrijd van het seizoen 2013/14 in de Premier League, tegen Aston Villa. Hij mocht na 83 minuten invallen voor Gylfi Sigurðsson. Gedurende het seizoen 2014/15 verhuurde Tottenham hem aan Brentford (Championship) en in 2015/16 aan West Bromwich Albion (Premier League).
Pritchard tekende in augustus 2016 een contract tot medio 2020 bij Norwich City, dat in het voorgaande seizoen degradeerde naar de Championship. Hij tekende in januari 2018 een contract tot medio 2021 bij Huddersfield Town, dat circa €13.500.000,- voor hem betaalde aan Norwich City.

## Interlandcarrière
Pritchard behaalde drie caps voor Engeland –20, waarin hij niet tot scoren kwam.
1 Arslan ·
3 Çiftçi ·
5 Albayrak ·
6 Yiğiter ·
7 Paluli ·
8 Charisis ·
9 Manaj ·
10 Pritchard ·
11 Menig ·
12 Moutoussamy ·
13 Nikolić ·
14 Camara ·
23 Okumuş ·
26 Radaković ·
27 Sundberg ·
30 Ciğerci ·
35 Vural ·
41 Sanman ·
43 Yurdcu ·
44 Poungouras ·
46 Böke ·
53 Başyiğit ·
55 Koita ·
58 Erdal  ·
66 Kaya ·
80 Bekiroğlu ·
88 Şeker ·
Coach: Çalımbay